# Illicium lanceolatum
Illicium lanceolatum är en tvåhjärtbladig växtart som beskrevs av Albert Charles Smith. Illicium lanceolatum ingår i släktet Illicium och familjen Schisandraceae. Inga underarter finns listade.